# Graubrust-Mistelfresser
Der Graubrust-Mistelfresser (Dicaeum proprium) ist eine Vogelart aus der Familie der Mistelfresser (Dicaeidae). Er ist auf der Philippinen-Insel Mindanao endemisch. 

## Merkmale
Der Graubrust-Mistelfresser erreicht eine Größe von 9 Zentimetern und ein Gewicht von 10,2 Gramm. Beim Männchen sind der Oberkopf und die Oberseite blau-schwarz mit einem grünlichen Glanz. Die Handschwingen sind dunkelbraun. Das Kinn und der Kinnstreif sind grau-weiß. Der Wangenstreif ist blau-schwarz. Die übrige Unterseite ist hell sepiabraun. Die Flanken sind dunkler und grauer, die Unterschwanzdecken sind heller und grauer. Die Brustbüschel sind weiß. Die Iris ist braun oder rötlich-braun. Der Schnabel ist schwarz oder dunkel hornfarben. Die Beine sind schwarz oder dunkelbraun. Beim Weibchen sind der Oberkopf und die Oberseite dunkel schwarz-braun mit einem leichten Glanz. Die Kehle ist weiß mit einer leichten bräunlichen Verwaschung. Die Unterseite ist dunkler. Die Brust ist leicht rötlich. Bauch und Flanken sind heller. Die Jungvögel sind bisher unbeschrieben.

## Verbreitung und Lebensraum
Vorkommen des Graubrust-Mistelfressers sind vom Berg Apo, vom Matutum, vom Berg Piapayungan, vom Berg Sugarloaf in der Provinz Lanao del Norte sowie vom Sebu-See bekannt. Er bewohnt primäre und sekundäre Wälder sowie Waldränder oberhalb 900 Metern, insbesondere in der Nähe von Obstbäumen und blühenden Bäumen.

## Lebensweise
Über seine Lebensweise ist nur wenig bekannt. Die Nahrung beinhaltet Früchte, Nektar und Pollen von Riemenblumengewächsen (Loranthaceae).

## Bestand und Gefährdung
Der Graubrust-Mistelfresser wird als nicht häufig oder selten beschrieben, jedoch scheint er in einigen Gebieten auf Mindanao noch relativ häufig zu sein. BirdLife International stuft ihn in die Vorwarnliste (near threatened) ein.